# Бончевський Микола Дем'янович
Микола Дем'янович Бончевський (9 грудня 1901, с. Михайлин, нині Козятинський район, Вінницька область — 21 травня 1967, Суми) — художник, педагог, один з організаторів художньої освіти на Сумщині. Учасник Другої світової війни.

## Життєпис
Микола Дем'янович Бончевський народився 9 грудня 1901 року на Вінниччині.
Навчався у Київському художньому інституті (1936—1937).
Брав участь у німецько-радянській війні, був поранений і відправлений для лікування у місто Ачинськ Красноярського краю, де на той час дислокувалося Сумське артилерійське училище. Разом училищем приїхав до Сум після визволення міста 1944 року.
На той час був у Сумах одним із художників-професіоналів, якому довелося очолювати всю мистецьку діяльність у місті та області.
З 1949 по 1967 рік працював методистом, потім — старшим методистом обласного Будинку народної творчості, очолював вечірню студію та заочні обласні курси образотворчого мистецтва.
Помер 21 травня 1967 року, похований у Сумах.

## Педагогічна діяльність
1948 року на громадських засадах почав керувати студією образотворчого мистецтва при обласному Будинку народної творчості, у якому працював безмінно протягом 20 років. Виявив себе талановитим організатором і педагогом.
В очолюваній ним студії вже в 1948 році навчалось 38 чоловік. Заняття проводились за 3-річною програмою два рази на тиждень по три години. Паралельно існували заочні курси, на яких навчання проводилось за 2-річною програмою. Для самодіяльних художників проводились семінари. У 1960 році при студії став працювати консультаційний пункт.
Микола Бончевський був організатором та учасником зарубіжних (Болгарія, НДР), республіканських, обласних, міських, районних виставок та семінарів. Сприяв популяризації українського мистецтва.
Багато з його учнів-студійців стали відомими професійними художниками, серед них: заслужені художники України Валентин Куц, Микола Нечвоглод, Микола Сіробаба, художники Олександра Єрмоленко, Олексій Кузьменко, Олександра Трегубова, Володимир Ратнер та багато інших.